# David White (Paläontologe)

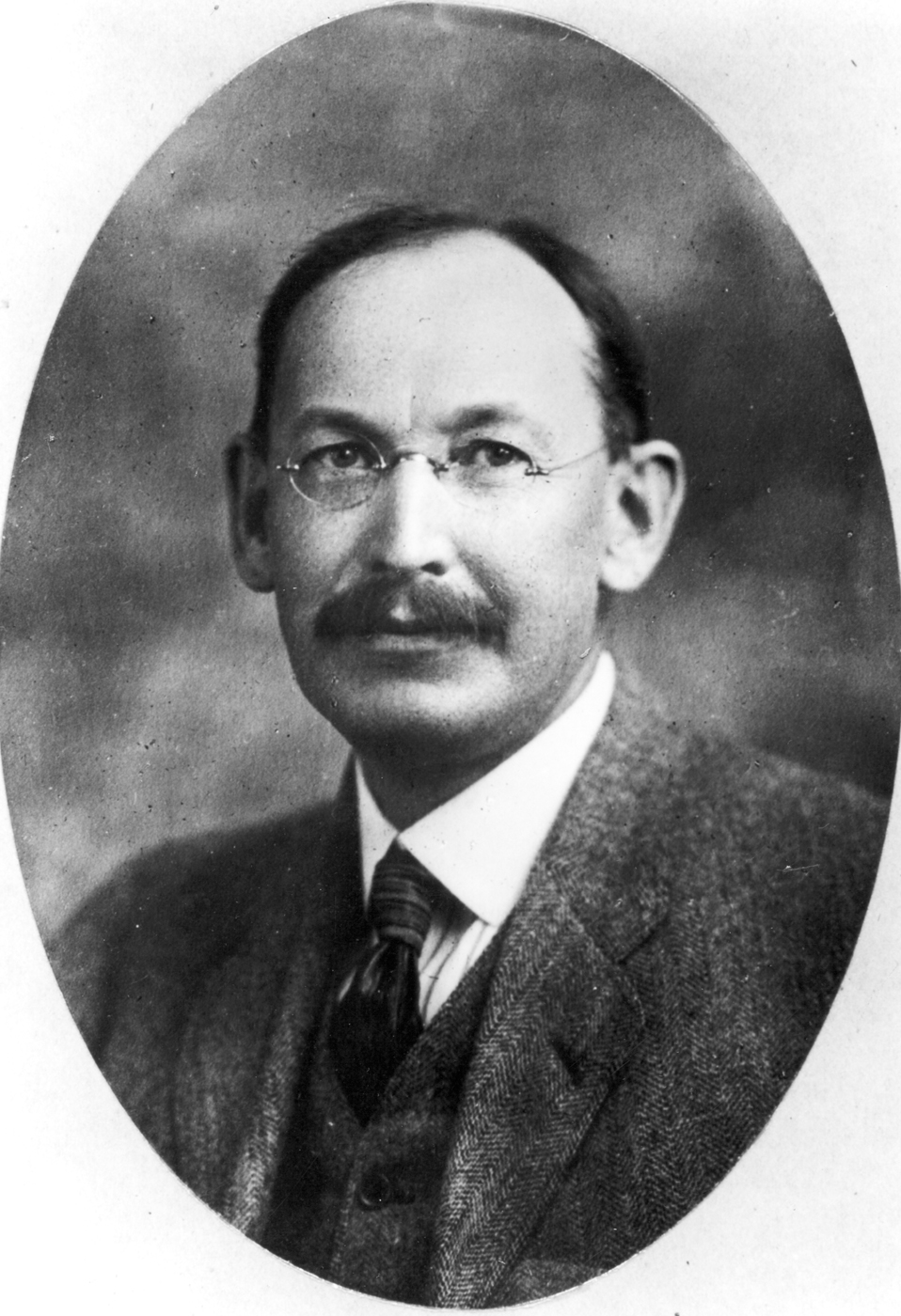
David White

Charles David White (* 1. Juli 1862 in Palmyra, New York; † 7. Februar 1935 in Washington, D.C.) war ein US-amerikanischer Paläontologe und speziell Paläobotaniker. Sein offizielles botanisches Autorenkürzel lautet „C.D.White“.

## Leben
White war der Sohn eines Farmers, interessierte sich schon als Jugendlicher für Botanik und erhielt 1886 seinen Bachelor-Abschluss von der Cornell University bei Henry S. Williams (1847–1918) mit einer Arbeit über die fossile Pflanze Ptilophyton aus dem Devon. Sein Studium finanzierte er sich überwiegend als Zeichenlehrer. Auf Empfehlung von Williams war er ab 1889 als Paläobotaniker beim United States Geological Survey in Washington D.C., wo er bis zum Chef-Geologen aufstieg (1913). 1903 wurde er Associate Curator an der Smithsonian Institution.
Er war seit 1888 mit Mary Houghton verheiratet.

## Werk
Beim US Geological Survey ordnete und klassifizierte er zunächst die große Sammlung von Kohle-Pflanzenfossilien aus dem Karbon von Ralph D. Lacoe, die 1893 an das National Museum of Natural History kam, und löste dabei stratigraphische Probleme der Pottsville Formation im Pennsylvanium. 1890 untersuchte er die fossile Flora von Gay Head auf Martha’s Vineyard und fand, dass sie entgegen damaliger Ansicht nicht aus dem Tertiär, sondern aus der mittleren Kreide stammte. 1899 korrelierte er das amerikanische Pennsylvanium mit dem europäischen stratigraphischen System. Seine Forschungen im Osten von Pennsylvania führten auch zur Entdeckung neuer Kohlevorkommen. Mit seinem Assistenten Reinhardt Theissen (1867–1938) untersuchte er Dünnschliffe von Kohle und beide bestätigten damit die Theorie der allochthonen Entstehung von Kohle, dargelegt in einem Buch 1913.
Er untersuchte auch die Flora des Karbon in Kohlevorkommen in Missouri und die Glossopteris-Flora in brasilianischen Kohlevorkommen.
Er selbst bezeichnete seine Carbon Ratio Hypothesis als seine größte wissenschaftliche Errungenschaft: er fand 1913, dass bei einem Kohlenstoffgehalt über 65 bis 70 % in Kohlelagerstätten keine begleitenden Erdöl- und Erdgasvorkommen zu erwarten waren, was bedeutende Auswirkungen auf die Erdöl- und Erdgassuche hatte. Das verschaffte ihm auch einen Ruf als Erdölgeologe. Er bildete viele künftige Erdölgeologen beim US Geological Survey aus. Er untersuchte im Ersten Weltkrieg das Ölschiefer-Potential der Green River Formation, förderte die Forschung nach dem Ursprung von Erdöl und die Suche nach Erdöl mit Gravimetrie. Unter seiner Leitung wurden die ersten offiziellen Schätzungen der Erdöl- und Erdgasvorräte der USA gemacht.
1897 nahm er mit Charles Schuchert an einer Grönland-Expedition von Robert Edwin Peary teil zum Studium eines Meteoritenfundes und fand eine Fundstelle kreidezeitlicher Flora.
White arbeitete ab Ende der 1920er Jahre eng mit dem National Park Service zusammen (und trug im Feld häufig deren Uniform) und untersuchte die Flora des Perm und präkambrische Algen im Grand Canyon.
Zu seinen Assistenten gehörten die Paläobotaniker Charles B. Read (1907–1979) und William C. Darrah (1909–1989).

## Mitgliedschaften und Ehrungen
1912 war er Präsident der Paleontological Society und 1923 Präsident der Geological Society of America. Er wurde 1912 National Academy of Sciences gewählt und erhielt 1931 die Mary Clark Thompson Medal sowie die Penrose-Goldmedaille und 1934 die Charles Doolittle Walcott Medal.

## Schriften
- Flora of the outlying Carboniferous basins of southwestern Missouri, US Geological Survey Bulletin, Nr. 98, 1893
- Fossil flora of the lower coal measures of Missouri, US Geological Survey Monograph Nr. 37, 1899
- mit G. O. Smith: The geology of the Perry Basin in southeastern Maine, US Geological Survey Professional Paper Nr. 35, 1905
- Fossil Flora of the Coal Measures of Brazil, Commissão de Estudos das Minas de Carvão de Pedra do Brazil, Final Report, Rio de Janeiro 1908, S. 337–617
- The effect of oxygen in coal, US Geological Survey Bulletin Nr. 382, 1909
- mit R. Theissen (Herausgeber): The origin of coal, US Bureau of Mines Bulletin, Nr. 38, 1913